# Sola (Francesca Michielin)
Sola è un singolo della cantante italiana Francesca Michielin, pubblicato il 31 agosto 2012 come primo estratto dal primo album in studio Riflessi di me.
Il brano è stato scritto da Roberto Casalino e composto da Elisa.

## Video musicale
Il videoclip, per la regia di Marco Salom e girato in California all'inizio dell'agosto 2012, è stato trasmesso in anteprima televisiva sul canale 109 di Sky Uno HD il 31 dello stesso mese.

## Tracce
Testi di Roberto Casalino, musiche di Elisa Toffoli.
1. Sola – 4:03

## Formazione
- Francesca Michielin – voce, cori
- Gianluca Ballarin – tastiera, pianoforte
- Andrea Rigonat – chitarra, programmazione
- Francesco Cainero – basso
- Andrea Fontana – batteria

## Classifiche

### Classifiche settimanali
| Classifica (2012) | Posizione massima |
| ----------------- | ----------------- |
| Italia            | 13                |

### Classifiche di fine anno
| Classifica (2012) | Posizione |
| ----------------- | --------- |
| Italia            | 77        |